# Mustafa Akıncı
Mustafa Akıncı (Limassol, 28 de dezembro de 1947) é um político cipriota turco e presidente da República Turca de Chipre do Norte de 30 de abril de 2015 a 23 de outubro de 2020.
Arquiteto de profissão, Akıncı em 1976 se tornou o primeiro prefeito eleito do município turco de Nicósia no norte de Chipre, aos 28 anos. Ele derrotou um candidato endossado pelo presidente Rauf Denktaş como candidato do Partido de Libertação Comunal (TKP). Ele ocupou este cargo por um mandato ininterrupto de 14 anos até 1990, liderando vários projetos para a cidade que lhe valeu prêmios internacionais, incluindo o Prêmio Aga Khan de Arquitetura e colaborando com seu homólogo grego cipriota. Enquanto isso, ele ganhou destaque e ganhou influência dentro de seu partido, primeiro se tornando Secretário-Geral e depois líder em 1987. Ele serviu como membro da Assembleia da República entre 1993 e 2009 e como Vice-Primeiro Ministro e Ministro de Estado entre 1999 e 2001. Sua liderança no TKP terminou em 2001. Ele estabeleceu o Movimento pela Paz e Democracia em 2003 e serviu como seu líder.
 

Akıncı é um defensor de longa data da reunificação de Chipre e se opõe à crescente influência da Turquia no norte de Chipre. Sua posição teve forte oposição do governo turco em Ancara, que apoiou seu rival Ersin Tatar nas eleições presidenciais de 2020. Akıncı perdeu a reeleição para o Tatar, obtendo 48% dos votos no segundo turno.